# Ugo Crousillat
Pour les articles homonymes, voir Crousillat.
Ugo Crousillat (né le 27 octobre 1990 à Marseille) est un joueur de water-polo franco-monténégrin, représentant la France en 2009 puis le Monténégro de 2013 à 2014, pour représenter à nouveau la France à partir de 2015.

## Biographie
Fils d'un international français de waterpolo, Marc Crousillat qui a disputé les Jeux olympiques de 1988 à Séoul comme son oncle Michel Crousillat, il quitte son club des Cercle des nageurs de Marseille et rejoint en septembre 2012 un club monténégrin à Budva pour y évoluer au sein de la ligue Adriatique, compétition disputée par des clubs monténégrins, croates et slovènes. Il s'intègre rapidement, obtient un premier titre de champion du Monténégro et termine troisième buteur de la ligue adriatique. Sollicité pour évoluer avec la sélection du Monténégro, il parvient à gagner sa place au sein de celle-ci et dispute ainsi les championnats du monde 2013 à Barcelone. Avec cette sélection, il obtient une médaille d'argent après avoir marqué un but au cours de la finale perdue face à la sélection hongroise.
Lors des Jeux méditerranéens de Pescara en 2009, il jouait en équipe de France, équipe dont il porte le maillot à vingt-huit reprises.
Il joue la saison 2016-2017 avec le club de Szolnok en Hongrie.
Il signe le 5 juillet 2017 au pays d'aix natation pour la saison 2017-2018.
Il joue actuellement aux Cercle des Nageurs de Marseille.

## Palmarès
- 9e Championnat d’Europe 2016
- Vainqueur de la Coupe de la Ligue 2015
- Vice champion du Monde 2013
- Champion du Monténégro 2013 avec le VK Budva[1]
- Champion de France 2008, 2009, 2010, 2011, 2015, 2016 et 2024 avec le Cercle des Nageurs de Marseille
- Champion de Hongrie 2017 avec le club de Szolnok
- Vainqueur de la Ligue des Champions 2017 avec le club de Szolnok